# Жабя-Воля (Ґродзиський повіт)
Жабя-Воля (пол. Żabia Wola) — село в Польщі, у гміні Жаб'я Воля Ґродзиського повіту Мазовецького воєводства.
Населення — 853 особи (2011).
У 1975-1998 роках село належало до Скерневицького воєводства.

## Демографія
Демографічна структура станом на 31 березня 2011 року:
|          | Загалом | Допрацездатний вік | Працездатний вік | Постпрацездатний вік |
| -------- | ------- | ------------------ | ---------------- | -------------------- |
| Чоловіки | 416     | 101                | 286              | 29                   |
| Жінки    | 437     | 96                 | 270              | 71                   |
| Разом    | 853     | 197                | 556              | 100                  |